# UFC Fight Night: Błachowicz vs. Santos
UFC Fight Night: Błachowicz vs. Santos (noto anche come UFC on ESPN+ 3 oppure UFC Fight Night 145) è stato un evento di arti marziali miste tenuto dalla Ultimate Fighting Championship il 23 febbraio 2019 alla O2 Arena di Praga, nella Repubblica Ceca.
Si tratta della prima visita dell'organizzazione nella Repubblica Ceca.

## Risultati
|                          | Divisione             |                       |                 |                        | Metodo                                  | Round           | Tempo           | Premio          |
| Card Principale          | Card Principale       | Card Principale       | Card Principale | Card Principale        | Card Principale                         | Card Principale | Card Principale | Card Principale |
| ------------------------ | --------------------- | --------------------- | --------------- | ---------------------- | --------------------------------------- | --------------- | --------------- | --------------- |
|                          | Pesi massimi          | Thiago Santos         | batte           | Jan Błachowicz         | KO tecnico (pugni)                      | 3               | 0:39            | POTN            |
|                          | Pesi leggeri          | Stefan Struve         | batte           | Marcos Rogério de Lima | Sottomissione (triangolo di braccio)    | 2               | 2:21            | POTN            |
|                          | Pesi mediomassimi     | Michał Oleksiejczuk   | batte           | Gian Villante          | KO tecnico (pugno al corpo)             | 1               | 1:34            | POTN            |
|                          | Pesi mosca femminili  | Liz Carmouche         | batte           | Lucie Pudilová         | Decisione unanime (30-27, 29-28, 29-28) | 3               | 5:00            |                 |
|                          | Pesi gallo            | Petr Yan              | batte           | John Dodson            | Decisione unanime (30-27, 30-27, 30-27) | 3               | 5:00            |                 |
|                          | Catchweight (94,8 kg) | Magomed Ankalaev      | batte           | Klidson Abreu          | Decisione unanime (30-27, 30-27, 29-28) | 3               | 5:00            |                 |
| Card Preliminare (ESPN2) |                       |                       |                 |                        |                                         |                 |                 |                 |
|                          | Pesi welter           | Dwight Grant          | batte           | Carlo Pedersoli Jr.    | KO tecnico (pugni)                      | 1               | 4:59            | POTN            |
|                          | Pesi welter           | Chris Fishgold        | batte           | Daniel Teymur          | Sottomissione (rear-naked choke)        | 2               | 1:10            |                 |
|                          | Pesi mosca femminili  | Gillian Robertson     | batte           | Veronica Macedo        | Sottomissione (rear-naked choke)        | 2               | 3:27            |                 |
|                          | Pesi leggeri          | Damir Hadžović        | batte           | Polo Reyes             | KO tecnico (pugni)                      | 2               | 2:03            |                 |
|                          | Pesi welter           | Ismail Naurdiev       | batte           | Michel Prazeres        | Decisione unanime (30-26, 30-26, 30-27) | 3               | 5:00            |                 |
|                          | Catchweight (71,2 kg) | Carlos Diego Ferreira | batte           | Rustam Khabilov        | Decisione unanime (30-27, 30-27, 29-28) | 3               | 5:00            |                 |
|                          | Pesi leggeri          | Damir Ismagulov       | batte           | Joel Álvarez           | Decisione unanime (30-27, 30-27, 30-27) | 3               | 5:00            |                 |

## Premi
I lottatori premiati ricevettero un bonus di 50.000 dollari.
Legenda:
- FOTN: Fight of the Night (vengono premiati entrambi gli atleti per il miglior incontro dell'evento)
- POTN: Performance of the Night (viene premiato il vincitore per la migliore performance dell'evento)